# 王佐 (1853年)
王佐（1853年—1931年）字寄庼，浙江上虞丰惠镇人，清末民初学者、政治人物。

## 生平
王佐祖居上虞县城北王婆岭。1889年，王佐中清朝光绪已丑恩科举人。中举后，他迁居丰惠县前街。他的经学及小学功底深厚，蔡元培曾向他拜师学习经学。光绪十六年（1890年），上虞县知县唐煦春主修《上虞县志》，王佐推荐时年24岁的蔡元培任总纂，王佐自任分纂。光绪二十四年（1898年），王佐、徐智光参加礼部会试后回到家乡，王佐认为“国弱至此，非广兴各种学堂，讲求切实有用之学，以图自强不可”，乃决定以“算学为科学之基础”对旧学进行改革。同年夏，王佐赴上海动员富商陈春澜捐资，将丰惠镇创办于道光年间的经正书院改为上虞算学堂，王佐自任堂正。光绪二十九年（1903年），绍属八县分别派代表在绍兴大善寺共同成立了八县学务公所，蔡元培任执行部长，王佐任纠察部长。光绪三十一年（1905年），浙江省民政厅任命王佐为上虞县商会总理。光绪三十三年（1907年）在浙江“拒款保路”运动中，王佐被推举为浙江省保路会副会长。
光绪三十三年十月（1907年）至宣统元年十二月（1910年初），王佐任绍兴府中学堂监督兼修身教员。宣统元年八月（1909年），王佐任浙江谘议局议员，十月当选资政院议员。宣统三年（1911年），任永嘉县教谕，负责学政。
宣统三年（1911年），王佐的永嘉教谕任期届满，返回家乡。同年，王佐、陈春澜、朱鸿儒等人筹集了10万元股本，在丰惠永丰桥东侧创办了春泽垦牧股份有限公司，王佐任公司经理。该公司在大浸畈、隔山畈以及西溪、后山等地购买“烂水田”以及荒坡，开垦并种植水稻、小麦、青梅，养殖蚕桑；在丰惠、章镇等地开办茧行，收购蚕茧；还负责经销后山大利农场梅园所产的青梅。民国11年（1922年），王佐、胡愈之、范高平等人帮吴觉农在上虞岭南泰岳寺创办茶场。
民国元年（1912年），王佐任第一届上虞县参议会议长。民国3年（1914年），王佐主持将梁湖沙湖圹土堤改筑为石堤，并增建量闸左右护闸。随后，王佐主持城内的街河疏浚工作，并为此而多次赴上海募捐，获得商会出资。王佐、经亨颐先后多次赴上海以及小越横山和富商陈春澜商量，于1919年促成陈春澜捐款20万银元，在王佐创建的横山春晖学堂的基础之上，易地在白马湖边新建春晖中学，王佐出任首任校董会主席。民国12年（1923年），王佐在上虞城内关帝庙兴办积谷仓，用来资助遇到困难的农户。
民国15年（1926年）12月，孙传芳手下的周荫人部兵败福建，2万多败兵自临海、嵊县撤退到章镇、丰惠等地，占用大批民房，并奸淫掳掠，上虞县城民众十分恐慌，青壮年纷纷逃往后陈、梁弄等地。周荫人部团长孟照裕坐着轿子进入上虞城内，赴县署向上虞县知事提出“如无大洋5万，就要兵洗县城。”上虞县知事郭星五急忙求王佐承诺出资，孟照裕方命手下败兵入各祠堂居住。当时，春泽公司总共仅有1万多块大洋，王佐乃同章镇自治委员叶武恒等人出面筹资，王佐还赴绍兴通过蔡元培借款。这些款项全数交给孟照裕后，败兵方撤离上虞。事后，郭星五在上虞县署东边的判池旁立碑纪念。
民国13年（1914年）夏，在上海国语专修学校就读的徐用宾、徐镜渠受胡愈之、吴觉农，回到上虞帮助王佐办学，在上虞的旧衙门东边创办了义务小学，王佐自任校长。该小学免费入学，后来在大革命时期成了上虞最早传播马克思主义之处，也成为上虞早期革命活动基地。1926年底，中国共产党及中国国民党左派领导的中国国民党上虞临时县党部在上虞县城学宫明伦堂成立，该县党部有7名执行委员，其中4名为中国共产党党员，即叶天底、徐用宾、徐镜渠、张子榗，他们经王佐支持，将义务小学作为“窝坐”及落脚之处。1927年1月，中国国民党上虞临时县党部以义务小学为指挥所，发起在丰惠运动场召开上虞县各界大会，以声援北伐军。1927年4月12日四一二事件后，上虞进行清党过程中，中国国民党上虞县党部内部的徐浩、朱云台等中国国民党右派支持遭到过斗争的地主、绅士，并集合了下管等地的民众，于同年4月15日在丰惠的街道上高声叫喊“火烧县党部，打死叶天底，消灭共产党”，史称丰惠“四·一五”事件。当时，中国国民党右派还下派了王正亭进驻义务小学，抓捕中国共产党党员，王佐乃掩护中国共产党党员钱念先、徐用宾、张子榗等脱身。
1931年，王佐逝世。在其丧期内，时任国民政府大学院院长的蔡元培赶到丰惠悼念王佐。